# Jonathan Hutton
Jonathan M. Hutton, auch Jon Hutton, ist ein britischer Zoologe und Biogeograph. Er ist Regional Direktor des Africa Programmes der UNEP.

## Leben
Jonathan Hutton machte seinen B.A.-Abschluss am Jesus College in Cambridge und promovierte über Krokodil-Ökologie an der University of Zimbabwe im Jahre 1984. Hutton arbeitete 20 Jahre in Naturschutzprojekten in verschiedenen afrikanischen Ländern. Anschließend arbeitete er 20 Jahre lang für verschiedene Organisationen (NGOs und staatliche Organisationen). 2007 wurde er Honorarprofessor für Sustainable Resource Management an der University of Kent. Er war Direktor des UNEP-Conservation Monitoring Centre in Cambridge.

## Publikationen
- mit Williams A. Adams: People, Parks and Poverty: Political Ecology and Biodiversity Conservation. Conservation and Society, 2005, JSTOR:26392879.
- mit Barney Dickson, William M. Adams: Recreational hunting, conservation, and rural livelihoods. Wiley & Sons, 2009, ISBN 978-1-4443-0317-9.